# Геопарк

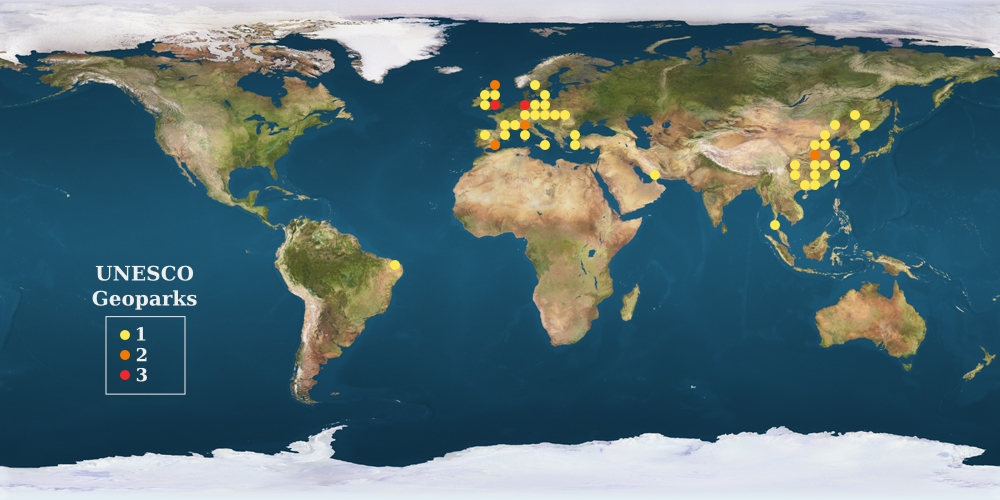
Карта світу з позначками геопарків, що увійшли до Глобальної мережі геопарків ЮНЕСКО (GGN) станом на 2008 рік

Геопарк (англ. geopark) — це єдина зона, яка просуває охорону і використання геологічної спадщини у сталий спосіб, і сприяє економічному добробуту людей, які там живуть. Існують глобальні геопарки і національні геопарки.

## Поняття
Визначення «глобального геопарку» згідно з ЮНЕСКО — «єдина зона з геологічною спадщиною міжнародного значення». Геопарки використовують цю спадщину для підвищення обізнаності про ключові питання, що стоять перед суспільством в умовах нашої динамічної планети. Багато геопарків підвищують обізнаність про геологічні небезпеки, в тому числі вулкани, землетруси і цунамі, і багато які допомагають підготувати стратегії пом'якшення наслідків катастрофи з місцевими громадами. Геопарки є свідченнями минулих змін клімату та індикаторами поточних змін клімату, а також демонструють «найкращі практики» використання відновних джерел енергії і використання найкращих стандартів «зеленого туризму». Сприяння туризму в геопарках, як географічно стійкої і застосовної моделі туризму, прагне підтримувати і навіть посилювати, географічний характер місця.
Геопарки також інформують про стале використання і потребу у природних ресурсах, які добувають чи інакше отримують з навколишнього середовища, водночас пропагуючи дбайливе ставлення до довкілля і цілісності ландшафту. Геопарки не є юридичним терміном, хоча ключові пам'ятки спадщини в межах геопарків часто перебувають під захистом місцевого, регіонального або національного законодавства. Міждисциплінарний характер концепції геопарків і туризму в геопарках відрізняється від інших моделей сталого туризму. Зокрема, розвиток сталого туризму в геопарках включає багато особливостей сталого туризму, включаючи геотуризм (з геологічною пам'яткою в ролі основного фактора), туризму, заснованого на спільноті, і комплексного сільського туризму (як життєвої необхідності), екотуризму та культурного туризму.

## Глобальна мережа і ЮНЕСКО
Глобальна мережа геопарків (GGN) підтримується ЮНЕСКО. Існує також багато національних геопарків та інших місцевих проєктів геопарків, ще не включених у Глобальну мережу геопарків.
ЮНЕСКО запустила ініціативу геопарків у відповідь на виниклу потребу в міжнародній ініціативі, яка б визнала пам'ятки, що становлять інтерес для наук про Землю. Глобальна мережа геопарків спрямована на підвищення цінності таких пам'яток, і водночас створення зайнятості та підтримку регіонального економічного розвитку. Глобальна мережа геопарків діє спільно з Центром Світової спадщини ЮНЕСКО і Всесвітньою мережею біосферних заповідників «Людина і біосфера».

### Кваліфікації
Глобальна мережа геопарків (GGN) як діяльність ЮНЕСКО започаткована у 1998 році. За даними ЮНЕСКО, щоб геопарк міг подати заявку на включення в Глобальну мережу, він повинен:
- мати план управління, розроблений для сприяння соціально-економічному розвитку, що є стійким, на основі геотуризму,
- демонструвати методи збереження і зміцнення геологічної спадщини та надавати засоби для навчання геонакових дисциплін і ширших екологічних питань,
- мати спільні пропозиції органів державної влади, місцевих громад і приватних інтересів, що діють разом, які демонструють найкращі практики зі збереження спадщини Землі та її інтеграції в стратегії сталого розвитку.[4]